# Shannonomyia masatierrae
Shannonomyia masatierrae là một loài ruồi trong họ Limoniidae. Chúng phân bố ở vùng Tân nhiệt đới.